# ASCOD
ASCOD (Austrian-Spanish Cooperative Development) je typová řada bojových vozidel pěchoty amerického koncernu General Dynamics European Land Systems (GDELS). Vozidla byla vyvinuta jako společný rakousko-španělský projekt na konci 80. let, přičemž dodávky sériových vozidel probíhají od roku 1998 až do současnosti. Pod názvem Pizarro (podle conquistadora Francisca Pizarra) byl ASCOD zaveden do výzbroje španělské armády, zatímco v rakouských ozbrojených silách byl pojmenován Ulan (tj. hulán).
V rámci programu Specialist Vehicle (SV) budou modifikovaná vozidla ASCOD zavedena do výzbroje britské armády. V lednu 2015 uzavřela společnost GDELS-Steyr GmbH strategické partnerství s českou společností EXCALIBUR ARMY vztahující se na licenční výrobu a prodej kolových vozidel Pandur II a celé rodiny pásových vozidel ASCOD. Kromě bojových vozidel pěchoty zahrnuje výrobní program ASCOD také vozidla průzkumná, opravárenská, vyprošťovací, velitelská a ženijní, obrněné ambulance či pásové obrněné transportéry.

## Vývoj
Vývojové práce v rámci programu ASCOD, společného projektu rakouské společnosti Steyr-Daimler-Puch Spezialfahrzeug a španělské Santa Bárbara Sistemas, vyústily na konci 80. let ve stavbu prvního prototypu, který byl dokončen v roce 1990. Postupně byly vyrobeny další tři prototypy, které byly zásadním způsobem modifikovány. Tyto exempláře se po provedení zkoušek staly vzorem pro sériovou výrobu. Po začlenění původních výrobců do koncernu General Dynamics byla vyvinuta vylepšená verze ASCOD 2, na jejímž základě vznikají vozidla řady Specialist Vehicle pro britskou armádu.

## Verze

### Pizarro
V roce 1996 si Španělsko objednalo 123 bojových vozidel pěchoty (VCI/C) a 21 velitelských vozidel (VCPC) verze ASCODu pojmenované Pizarro, jejíž dodávky byly realizovány v letech 1998 až 2002. Pod názvem Pizarro II pak byla v roce 2003 objednána série vylepšených vozidel, zahrnující 106 VCI/C, 5 VCPC, 28 průzkumných vozidel pro předsunuté palebné návodčí (VCOAV), 8 vyprošťovacích vozidel (VCREC) a prototyp ženijní průzkumné varianty (VCZ). Mezi roky 2008 až 2013 bylo dodáno posledních 64 kusů varianty VCI/C. Španělská armáda obdržela celkem 356 vozidel ASCOD – 144 typu Pizarro a 212 modifikace Pizarro II.

### Ulan
Rakouská objednávka činila celkem 112 vozidel ASCOD, přičemž příslušná smlouva byla podepsána v roce 1999. Dodávky bojových vozidel pěchoty Ulan proběhly v letech 2001 až 2005. Vzhledem k omezeným rakouským výdajům na obranu se nepočítá s objednáním další série.

### Specialist Vehicle / Ajax

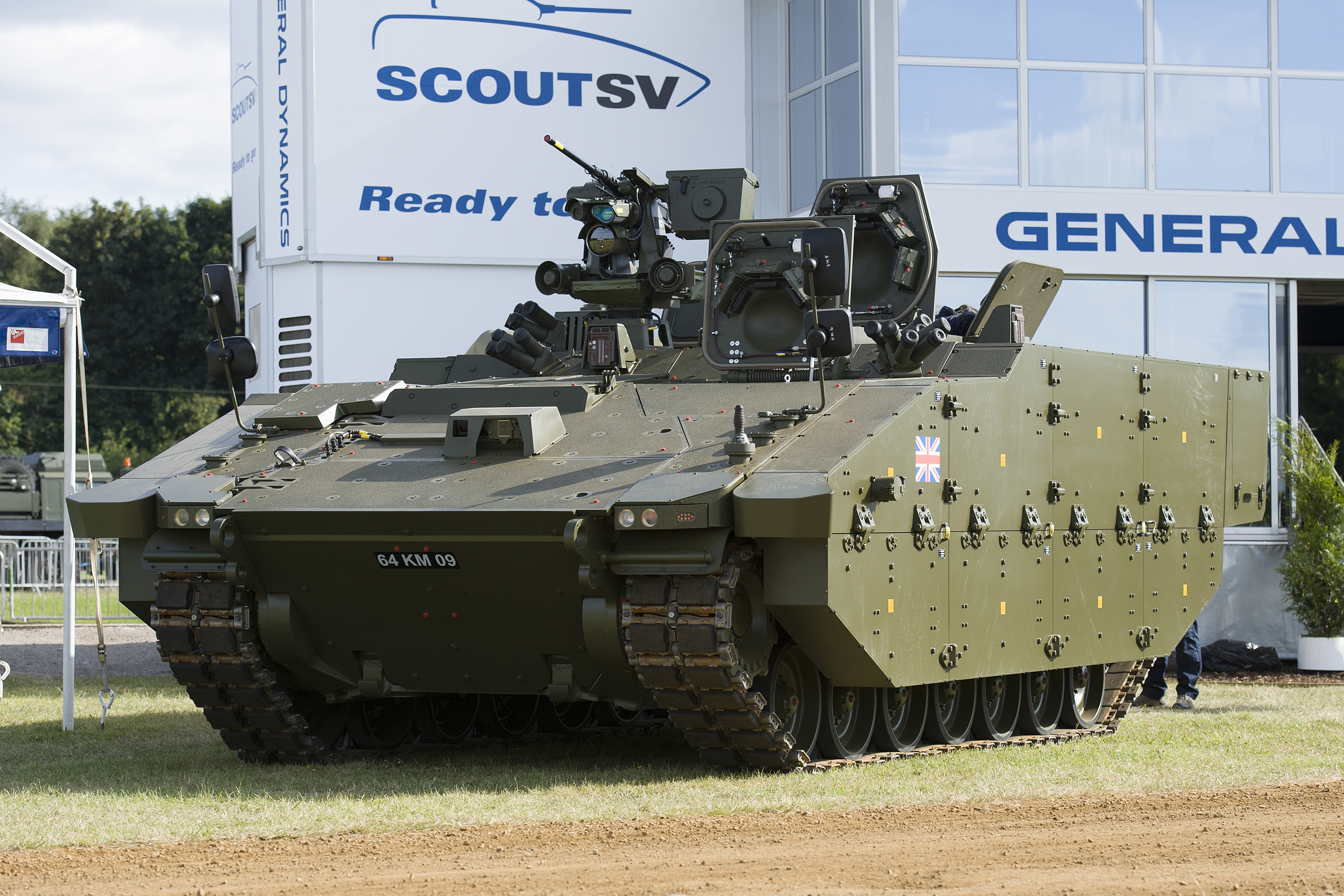
Prototyp vozidla PMRS řady SV

Projekt Specialist Vehicle (SV), který je součástí někdejšího rozsáhlého programu FRES (Future Rapid Effects System), zahrnuje řadu víceúčelových bojových vozidel střední hmotnostní kategorie. Cílem britského resortu obrany je náhrada zastaralých pásových obrněných vozidel CVR(T) a řady FV43x. Prvním typem se má stát bojově-průzkumný Scout SV, nástupce průzkumných obrněnců FV107 Scimitar. Smlouva na úvodní fázi programu SV byla uzavřena v červenci 2010 a tzv. reprezentativní prototyp vozidla Scout SV byl představen v září 2011. V červnu 2014 absolvovalo svou premiéru další vozidlo řady SV, tzv. PMRS (Protected Mobility Recce Support), určené pro přepravu průzkumníků a zpravodajských specialistů. Podle původního plánu by měl Scout SV dosáhnout počátečních operačních schopností na konci roku 2016.
V září 2014 oznámil britský ministr obrany akvizici až 589 obrněných vozidel řady SV za cca 3,5 miliardy GBP od společnosti General Dynamics UK. Kromě základní průzkumné verze Scout SV mají být dodána následující vozidla: pro návodčí dělostřelectva a letectva, vyprošťovací, opravárenská, ženijní, mobilní velitelská stanoviště a víceúčelová SV PMRS (ke sledování bojiště nebo ženijnímu průzkumu). Začátek sériové výroby je plánován na rok 2017 a do poloviny roku 2019 by měl být vozidly SV vyzbrojen jeden mechanizovaný prapor spolu s výcvikovou jednotkou. Po roce 2020 má být k dispozici první brigáda kompletně přezbrojená na tento typ.
Program bojových vozidel Scout SV byl v září 2015 přejmenován na Ajax (Aiás), přičemž nová označení (rovněž vycházející z řecké mytologie) dostaly i další varianty. V rámci celkového počtu 589 objednaných vozidel se má jednat o tyto verze:
- 245 vozidel Ajax (s věží)

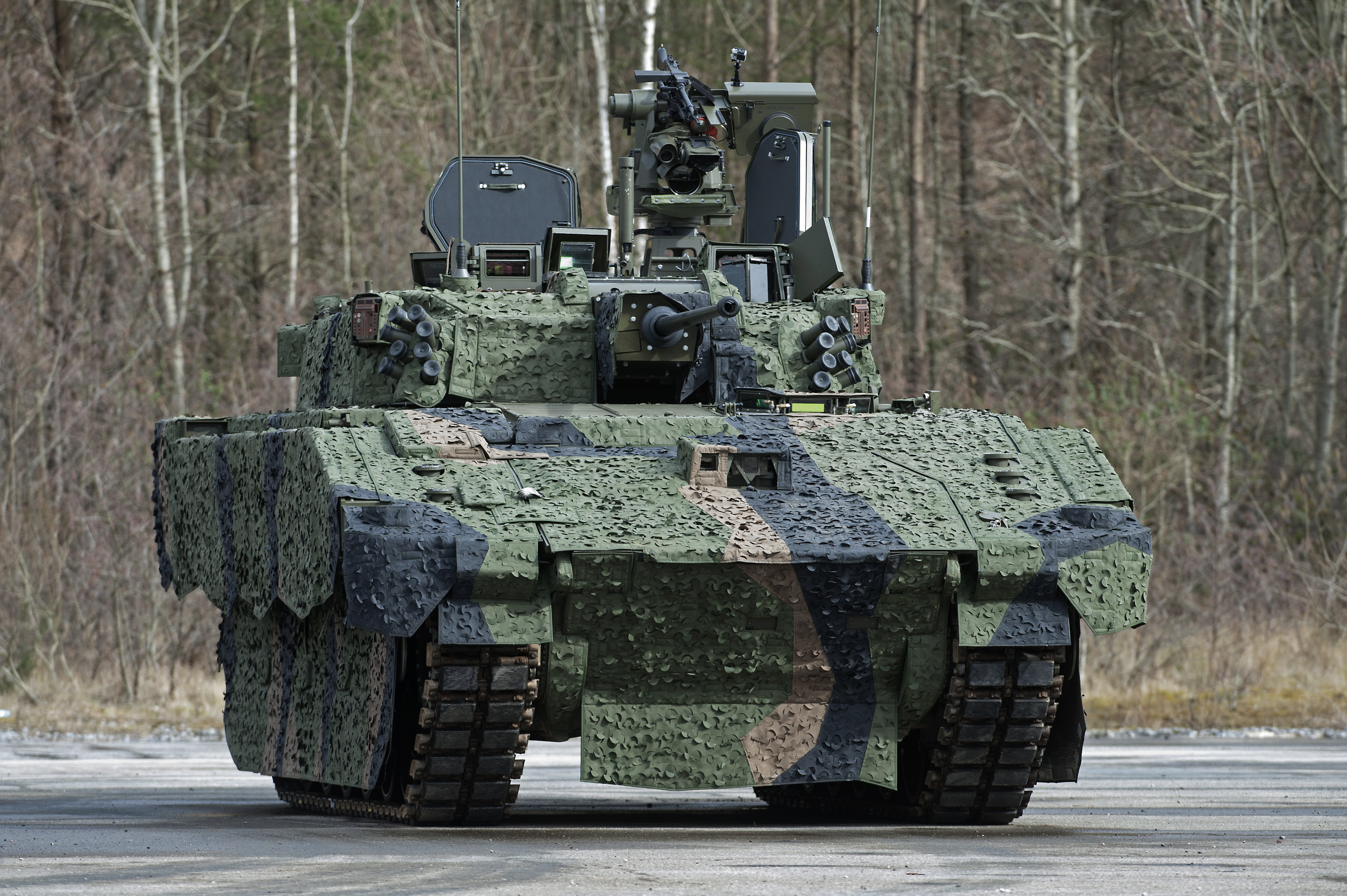
Prototyp vozidla Ajax

  - 198 bojově-průzkumných vozidel Ajax
  - 23 vozidel pro řízení palby Ajax
  - 24 vozidel pozemního průzkumu Ajax
- 256 vozidel PMRS (bez věže)
  - 59 obrněných transportérů Ares
  - 112 velitelských vozidel Athena
  - 34 vozidel ke sledování bojiště Ares
  - 51 ženijních průzkumných vozidel Argus
- 88 ženijních vozidel vycházejících z PMRS
  - 38 vyprošťovacích vozidel Atlas
  - 50 opravárenských vozidel Apollo

### ASCOD 35, ASCOD 42

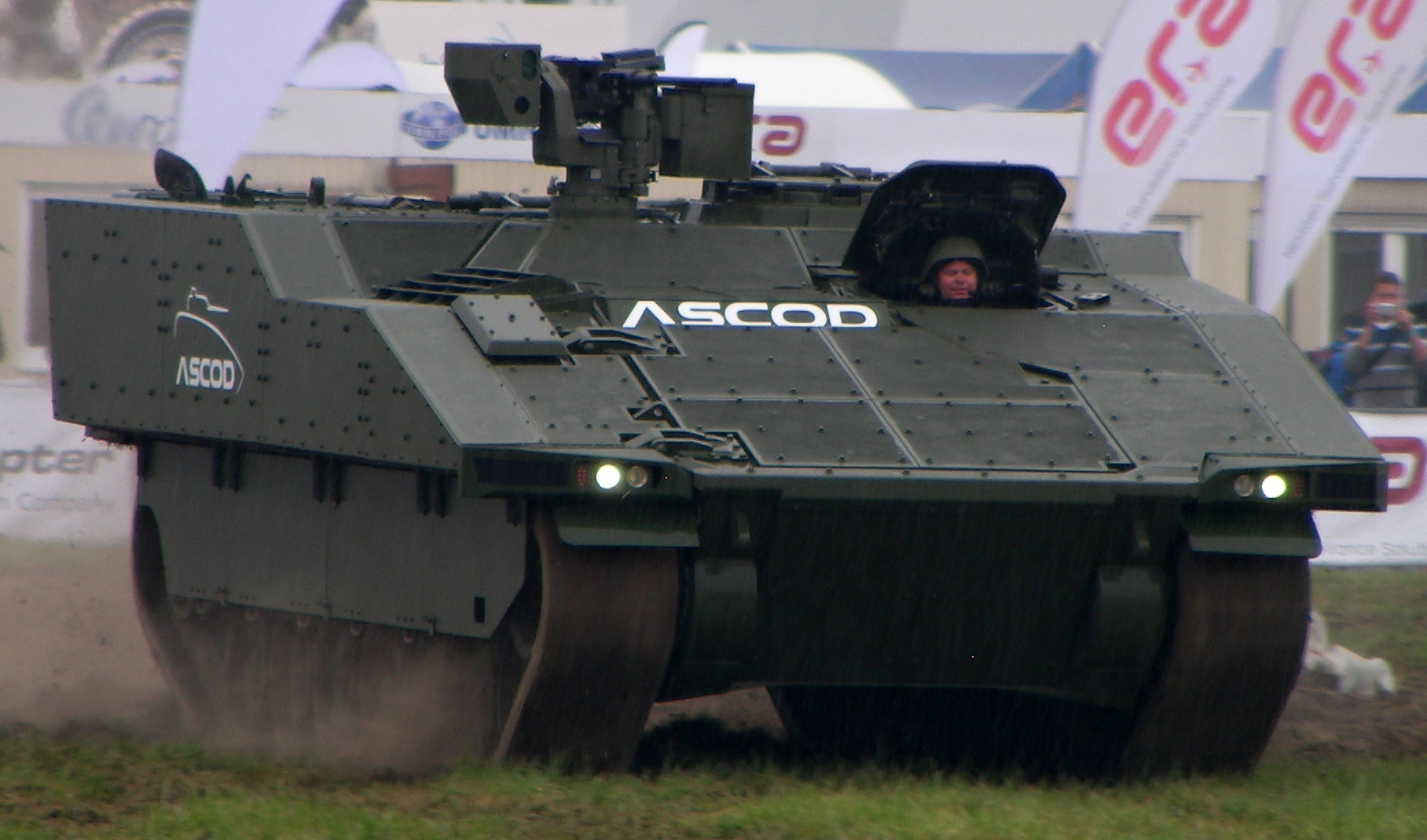
ASCOD na Dnech NATO 2016

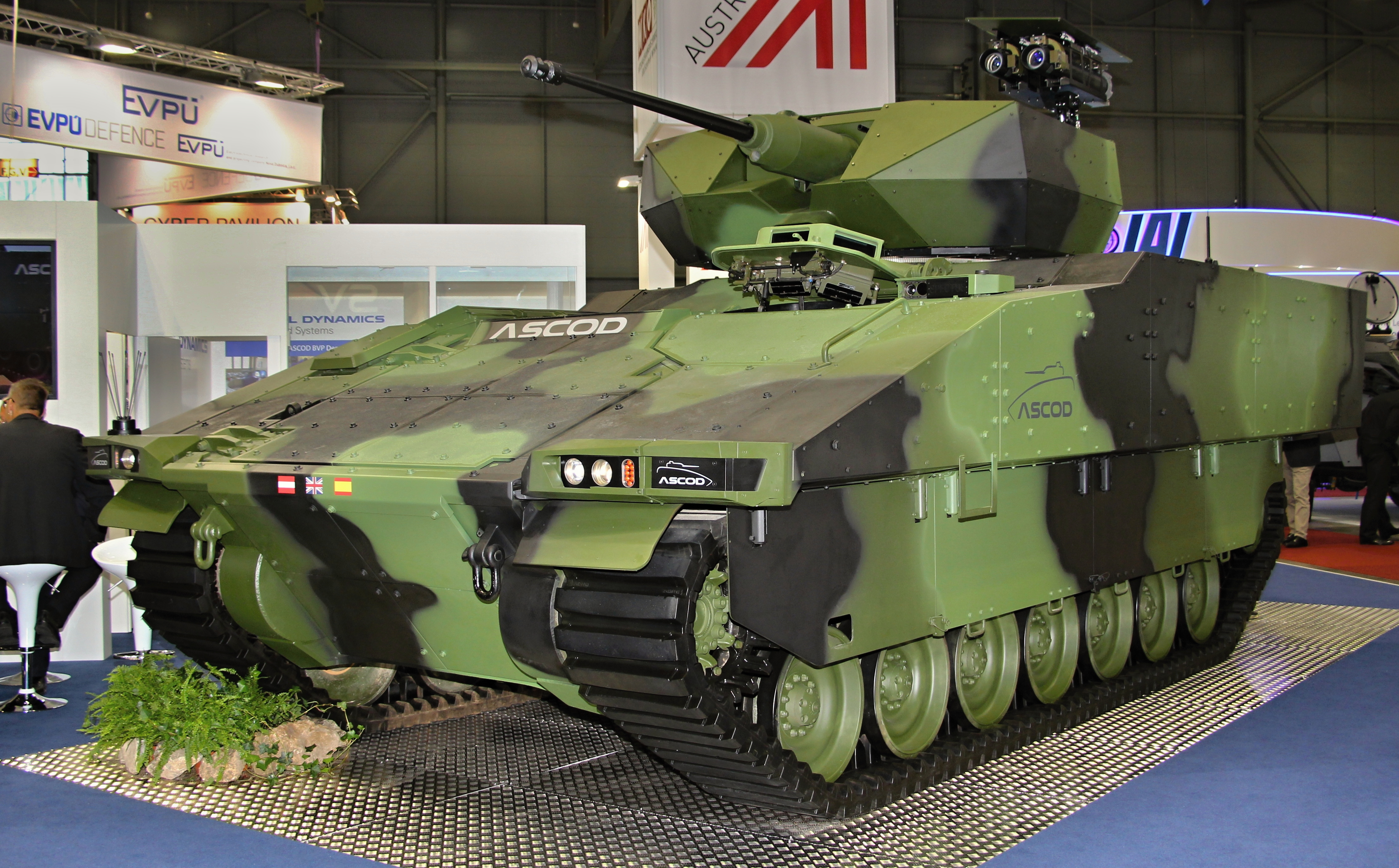
ASCOD s dálkově ovládanou věží Samson Mk II

Kromě vozidel o hmotnosti cca 30 tun (Ulan a Pizarro), 33 tun (verze pro dánské výběrové řízení) a 42 tun (Specialist Vehicle) byla v roce 2014 představena nejnovější 35tunová varianta, která se liší nejen hmotností, ale především řadou technických modifikací v oblasti pohyblivosti, pancéřování nebo výzbroje. Tato varianta s názvem ASCOD 35 se vyznačuje užitečnou hmotností (přepravovaných zbraňových a jiných systémů) 13 tun a je poháněna motorem MTU 8V 199T20 o výkonu 530 kW, který umožňuje jízdu maximální rychlostí 70 km/h při dojezdu 500 km. Užitečná hmotnost těžšího typu ASCOD 42 je 19 tun a pohon zajišťuje silnější jednotka MTU 8V 199T21 s výkonem 600 kW. Vozidla ASCOD zdolají 30% boční náklon a 60% stoupání, dvoumetrový příkop, kolmou překážku o výšce 0,75 m a brod až 1,2 m hluboký. Odolnost pancéřování dosahuje úrovně 5 dle normy STANAG 4569, resp. úrovně 4a/b proti minám. Přídavný pasivní nebo reaktivní pancíř umožňuje zvýšit ochranu čela korby a věže proti munici do ráže 30 mm na vzdálenost přesahující 1000 m.

### Sabrah
Lehké tanky Sabrah kombinující podvozek bojového vozidla ASCOD Pizarro II a dělovou věž Elbit Systems Sabrah vyzbrojenou 105mm/52 kanónem.

### Nemesis
V květnu 2025 byla na veletrhu FEINDEF v Madridu představena 155mm/L52 samohybná houfnice Nemesis. Je postaven na platformě obrněného vozidla ASCOD, která je osazena dělostřeleckým modulem AGM. Systém má dostřel 54 km při použití standardní munice a až 70km při využití projektilů s prodlouženým dosahem.

## Konstrukce

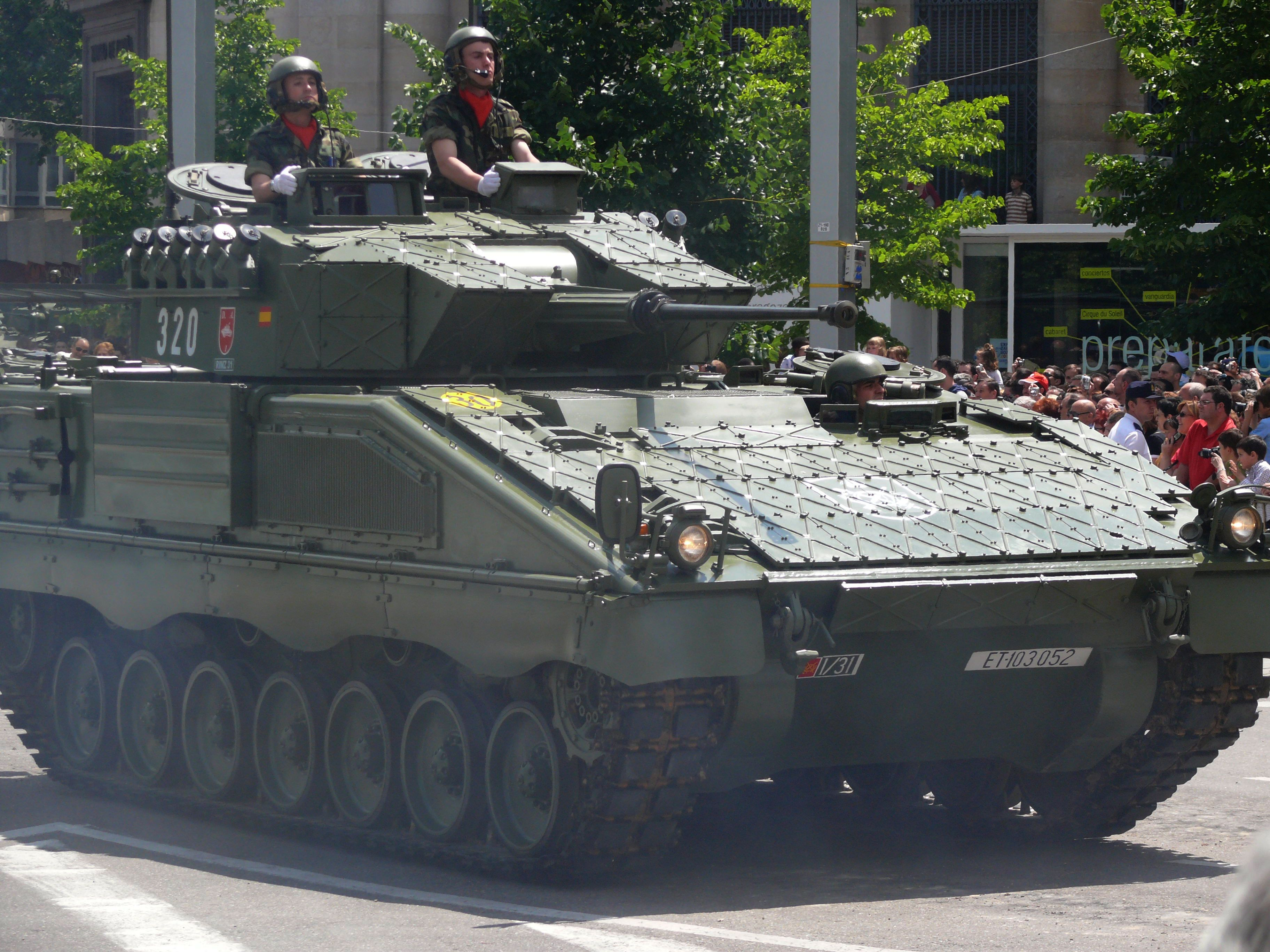
Pizarro s bloky dynamické ochrany

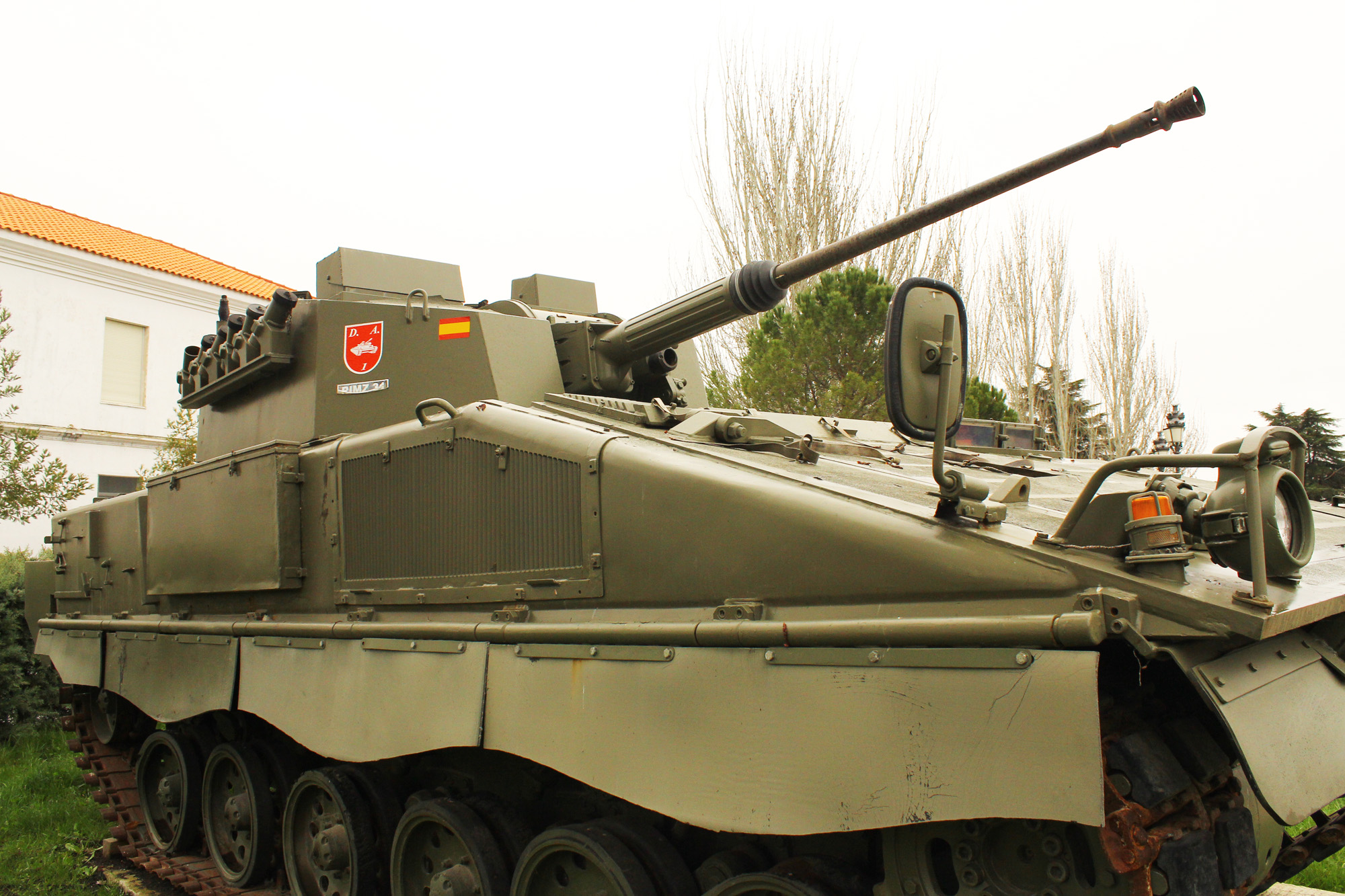
Vež Pizarra s 30mm kanónem

Uspořádání bojových vozidel pěchoty ASCOD (Pizarro a Ulan) odpovídá standardnímu konstrukčnímu pojetí dané kategorie. Levá strana přední části korby je vyhrazena pro stanoviště řidiče, napravo od něj je umístěna pohonná jednotka tvořená německým 8válcovým vznětovým motorem MTU 8V-199-TE20 8V-90 o výkonu 530 kW, resp. motorem MTU 8V-183-TE22 8V-90 o výkonu 441 kW u první série vozidel Pizarro, a hydromechanickou automatickou převodovkou Renk HSWL-106C (6 stupňů pro jízdu vpřed a 4 vzad). Aktuální výrobní varianta ASCODu je nabízena s dieselovým motorem MTU 8V-199-TE21 8V-90 o výkonu 600 kW.
Pancéřování vozidla je ocelové (v základu ochrání před průbojnou municí do ráže 14,5 mm z přední polosféry) s možností instalace přídavné balistické ochrany. V takovém případě je čelo korby a věže odolné vůči munici do ráže 30 mm na vzdálenost více než 1000 m a ostatní plochy vůči munici do ráže 14,5 mm na vzdálenost přes 500 m. Základní pancéřování je vysoce odolné vůči účinkům min. Španělská vozidla disponují také domácí verzí přídavné dynamické ochrany, která je umístěna na pancíři přední části korby a věže.
Dvoumístná elektromechanicky ovládaná věž s celokruhovým odměrem se nachází ve střední části korby, přičemž je umístěna excentricky vůči podélné ose vozidla, což zlepšuje výhled směrem vpřed z periskopů kopule velitele pěchotního výsadku v levé zadní části korby. Výzbroj představuje ve věži lafetovaný automatický kanón Mauser MK30-2 ráže 30 mm (s kadencí 700 ran za minutu), stabilizovaný ve dvou rovinách a vybavený nabíjecím a podávacím zařízením s možností volby dvou druhů munice. Celková zásoba munice pro kanón činí 405 kusů, z nichž je 200 umístěno v zásobníku přímo ve věži a zbylých 205 v nábojových schránkách v korbě. Sekundární výzbroj tvoří spřažený (koaxiální) kulomet MG3 ráže 7,62 mm, pro který je k dispozici 2750 nábojů. Obě zbraně se pohybují v rozsahu elevace -10 až +50 stupňů.

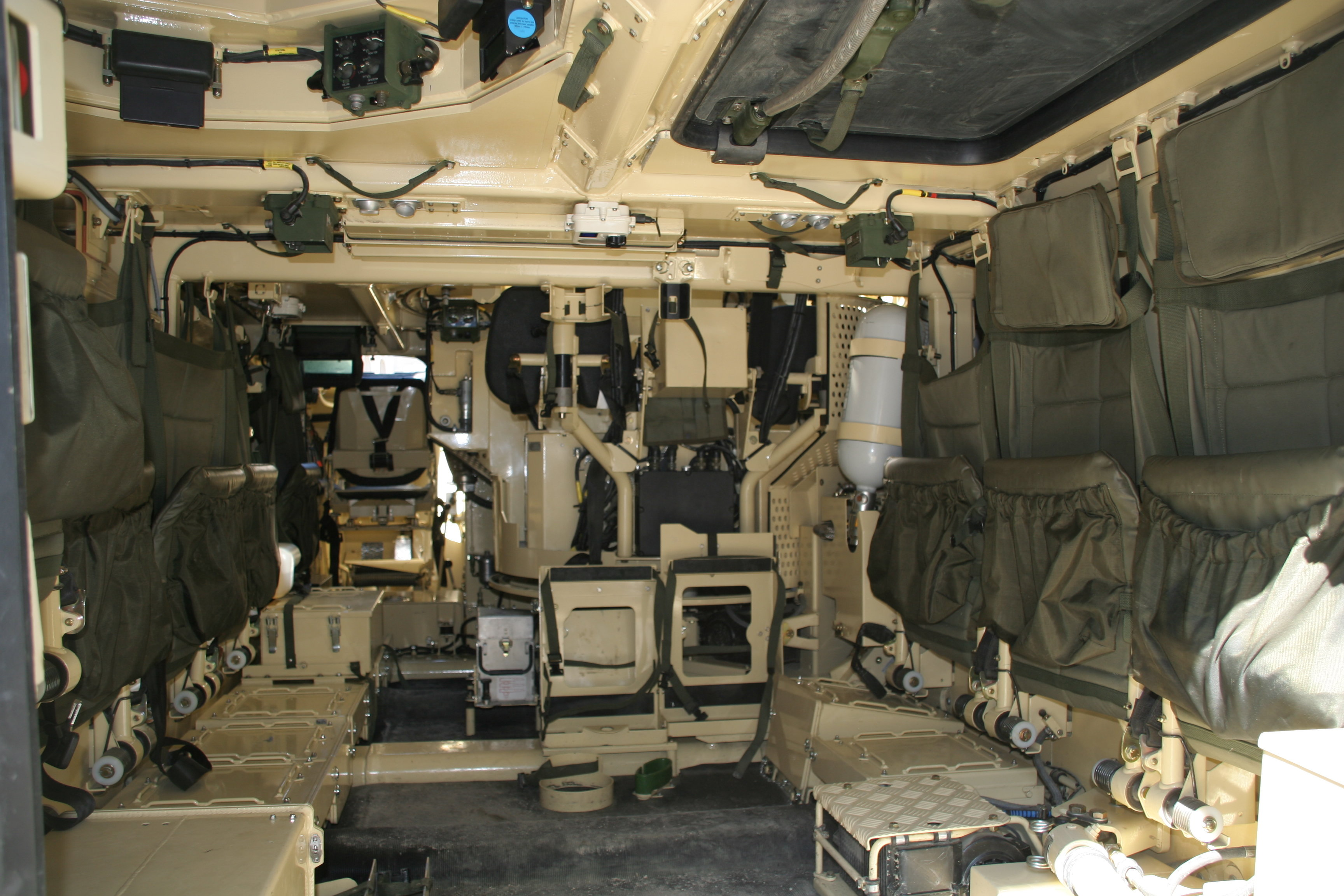
Vnitřní prostor Ulanu

Verze ASCOD 35 t je vyzbrojena bezosádkovou (dálkově ovládanou) zbraňovou stanicí Lemur od společnosti BAE Systems. Stanice může být vyzbrojena těžkým kulometem M2HB ráže 12,7 mm nebo kanonem ráže 25 až 30 mm. Rozsah náměru činí -20 až +55 stupňů, odměr je celokruhový.
K další výbavě vozidel Ulan a Pizarro patří digitální systém řízení palby, stabilizovaný periskopický zaměřovač střelce s termovizí a laserovým dálkoměrem a denní periskopický zaměřovač velitele s obrazovkou střelcovy termovize. Standardem je systém ochrany proti účinkům zbraní hromadného ničení, protipožární zařízení a 12 vrhačů pro 76mm zadýmovací granáty. Pěchotní výsadek v počtu osmi mužů se nachází v zadní části vozidla, přičemž pro výstup má k dispozici jednokřídlové dveře nebo obdélníkový stropní poklop.

## Uživatelé
- Filipíny – Objednáno 18 vozidel Sabrah.[10] První dva kusy byly dodány v prosinci 2022. Dne 5. března 2024 Filipínská armáda oficiálně zavedla do služby prvních devět tanků Sabrah. Jsou to první filipínské tanky od vyřazení typu M41 Walker Bulldog v 80. letech.[11]

- Rakousko – Dodáno 112 vozidel ASCOD Ulan.
- Spojené království – V roce 2014 objednáno 589 vozidel Specialist Vehicle (Ajax).[6]
- Španělsko – Dodáno 356 vozidel ASCOD Pizarro.

## Potenciální uživatelé
- Česko - AČR od roku 2017 hledá náhradu za BVP-2 v počtu 210 vozidel. Mezi uchazeči se v roce 2018 se nacházeli: Lynx, Puma, CV90 a právě ASCOD. O rok později od tendru odstoupilo německé konsorcium PSM s obrněncem Puma, jehož přestavba podle požadavků české armády by byla příliš drahá.[12] V květnu 2021 začalo testování tří výše zmíněných obrněnců ve vojenském prostoru Libavá.[13]